# 白沙灣炮台
白沙灣炮台（英語：Pak Sha Wan Battery），是駐港英軍為加強香港島東部海岸的防守而於1903年建成的海防炮台，炮台位於鯉魚門軍營東部的白沙灣，即現在港島東區柴灣杏花邨。炮台在二戰後被棄用，1987年，駐港英軍將鯉魚門軍營的用地，連同附近的鯉魚門炮台、西灣炮台及白沙灣炮台等軍事建築，陸續移交給香港政府，其後軍營及部分炮台分別被改作鯉魚門公園及度假村及香港海防博物館，但白沙灣炮台至今仍未對公眾開放。

## 歷史

### 規劃及建造
白沙灣位處鯉魚門的東部，是扼守從香港東面海域進出維多利亞港的要衝，英軍早於1880年起便在西灣山及筲箕灣鯉魚門一帶修築堡壘、營房及炮台。1901年，英軍在白沙灣建造海防炮台，以強化鯉魚門東部入口的防衛。白沙灣炮台於1903年完工，在啟用時安裝有四門12磅MK1型3吋海防炮，附近建有營房及彈藥庫。炮台在1909年進行改建，於1910年改為安裝三門6吋後裝海防炮。1936年，英軍修訂防衛計劃，在香港島南岸加建新炮台，白沙灣炮台的其中一門6吋海防炮被拆除，轉移到新建的炮台使用。

### 香港保衛戰
1941年12月8日，日本發動太平洋戰爭並入侵香港，香港保衛戰爆發，炮台當時由香港義勇防衛軍第4營炮兵連駐守。炮台自戰爭爆發起，便遭到日軍飛機多次空襲，日軍在12月13日佔領九龍半島後，開始連日隔海炮轟英軍在香港島北岸的多座炮台及防禦工事，扼守鯉魚門的白沙灣炮台成為日軍的主要打擊目標。12月14日上午，白沙灣炮台遭到日軍密集炮轟，包括指揮官在內的9名守軍在日軍炮轟中死傷，炮台觀測站被毀，使該炮台的兩門6吋炮只能目測瞄準。12月15日晚上，日軍派出約100人組成的突擊隊乘坐小艇，企圖趁夜色偷偷橫渡鯉魚門海峽登陸香港島，但被白沙灣炮台的守軍發現，炮台在持續半小時的戰鬥中開火達58次，將日軍艇隊擊退。
日軍炮轟在12月17日及18日對香港島發動猛烈炮轟，北角油庫被擊中而焚燒，位於筲箕灣的橡膠廠及在鰂魚涌的油漆廠亦相繼起火，火警產生大量濃煙，並乘東北風吹向英軍陣地，使英軍的觀察視野大為下降。12月18日晚上，日軍利用火災的濃煙作為掩護，在位處香港島東北岸的北角、太古船塢、筲箕灣及愛秩序灣發起大舉登陸，期間被白沙灣炮台的守軍發現，炮台隨即向日軍登陸艇隊開火，雖然造成日軍大量死傷，但未能阻止日軍登陸香港島，日軍第230聯隊第3大隊、第228聯隊第2大隊及第229聯隊第3大隊，分別在北角、太古及愛秩序灣登陸。第229聯隊在登陸後向鯉魚門軍營及附近的炮台發起進攻，鯉魚門軍營於19日凌晨被日軍攻佔，在白沙灣炮台南面的西灣炮台亦陷落，白沙灣炮台因此被日軍包圍及孤立，炮台的守軍在敵眾我寡下，無力發起突破日軍包圍，惟有破壞炮台的設施後於21日向日軍投降。

### 戰後應用及保育情況
1945年8月香港重光，雖然英軍在二戰後回到炮台所在的鯉魚門軍營進駐，但白沙灣炮台因為沒有實際需要而被棄用，炮台的設施亦被移除，英軍將鯉魚門軍營主要作為操練場及住宿用途
。1985年9月，香港政府與英國政府經過商討後，英國政府同意縮減駐港英軍的規模，並在1987年移交鯉魚門軍營的軍事用地給香港政府改作其他用途。1986年8月，東區走廊第三期工程展開，為了將這條快速公路從筲箕灣延伸到柴灣，東區走廊需要在鯉魚門軍營的中間穿過，將鯉魚門軍營的地域一分為二，西灣炮台及鯉魚門軍營的大部分營房位於東區走廊以南的西灣山上，而白沙灣炮台、鯉魚門炮台及鯉魚門軍營的小部分營房則位於東區走廊以北的沿岸地帶。駐港英軍於1987年撤出鯉魚門軍營，將軍營連同附近各炮台的土地交還予香港政府重新規劃發展，鯉魚門軍營及炮台的大部分土地於同年被轉交給市政局管理，在東區走廊以南的鯉魚門軍營，大部分建築物因為具有建築特色而得到保留，並成為於1988年啟用的鯉魚門公園及度假村，而鄰近的西灣炮台被翻修為公園後亦對外開放。在東區走廊以北的鯉魚門炮台同樣因為具有歷史價值，於1993年被規劃為軍事博物館用途，其後成為於2000年7月啟用的香港海防博物館。至於其餘位處東區走廊以北的白沙灣炮台及鯉魚門軍營的小部分營房與用地，至今未有正式對外開放，只能經由東區走廊附近的小徑前往。